# Ginosa
Ginosa ist eine italienische Gemeinde mit 21.818 Einwohnern (Stand 31. Dezember 2023) in der Provinz Tarent in Apulien. Der Ort liegt 54 km westlich von Tarent. Die Nachbargemeinden sind Bernalda (MT), Castellaneta, Laterza, Matera (MT) und Montescaglioso (MT). 

## Geschichte
Schon in der Antike existierte hier eine Siedlung. Das Gründungsjahr des heutigen Ortes ist nicht bekannt. 1554 bis 1590 wurde die Pfarrkirche St. Martin gebaut.

## Marina di Ginosa
Zu Ginosa gehört die Fraktion Marina di Ginosa, die 20 km entfernt direkt an der Küste liegt und für die Qualität des Meeres und den Sandstrand von der FEE in den Jahren unzählige Male die blaue Flagge erhalten hat: 1995, 1997 und 1998, dann von 1999 bis 2001 und kontinuierlich von 2004 bis 2017. Hier übernachten etwa 100.000 Touristen im Jahr.

## Sehenswürdigkeiten
- Chiesa Madonna Dattoli in Contrada Dattoli
- Gravina (Canyon), Rione Rivolta
- Piazza Dell Orologio nel Centro Storico
- Castello Normanno
- Chiese Rupestri

## Regelmäßige Veranstaltungen
- Passion Cristi am Karsamstag

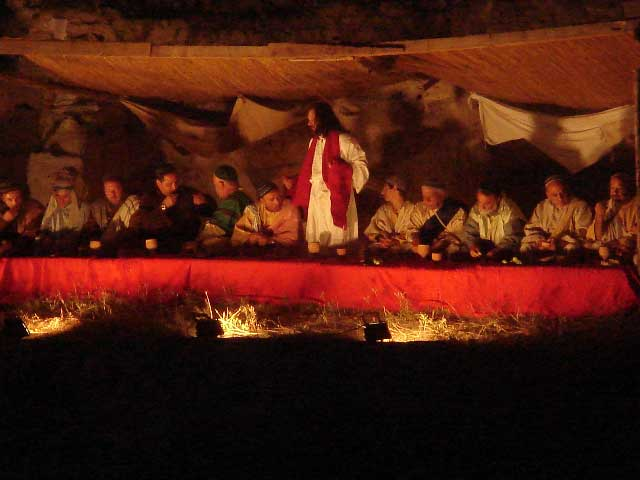
Das letzte Mahl bei den Passionspielen
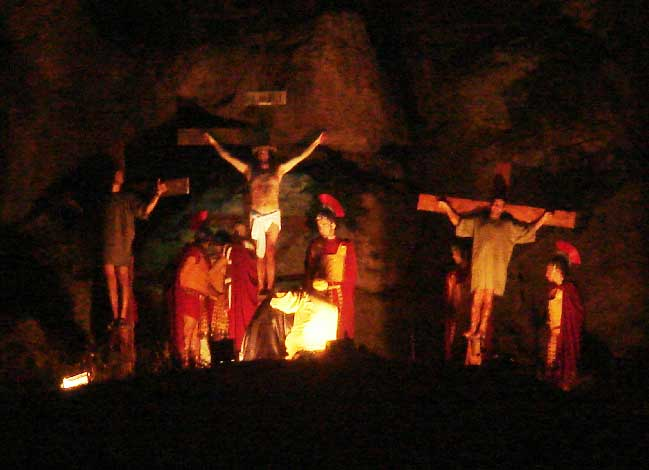
Christus am Kreuz

La cavalcata e la processione di Santa Maria Dattoli (Die Kavalkade und Prozession der Heiligen Maria Dattoli) am Samstag vor dem letzten Sonntag im April.

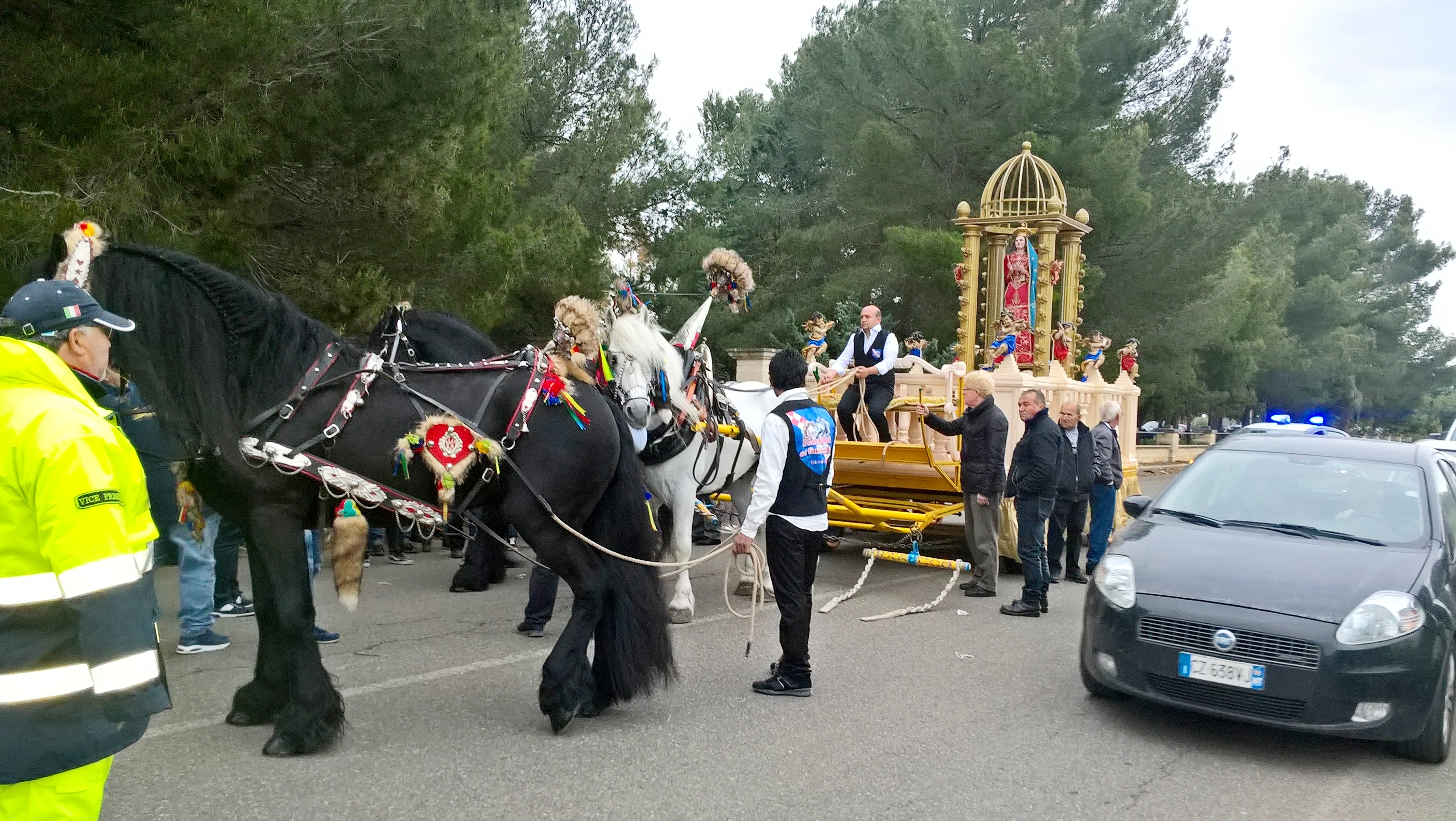
Die Kavalkade Madonna Dattoli
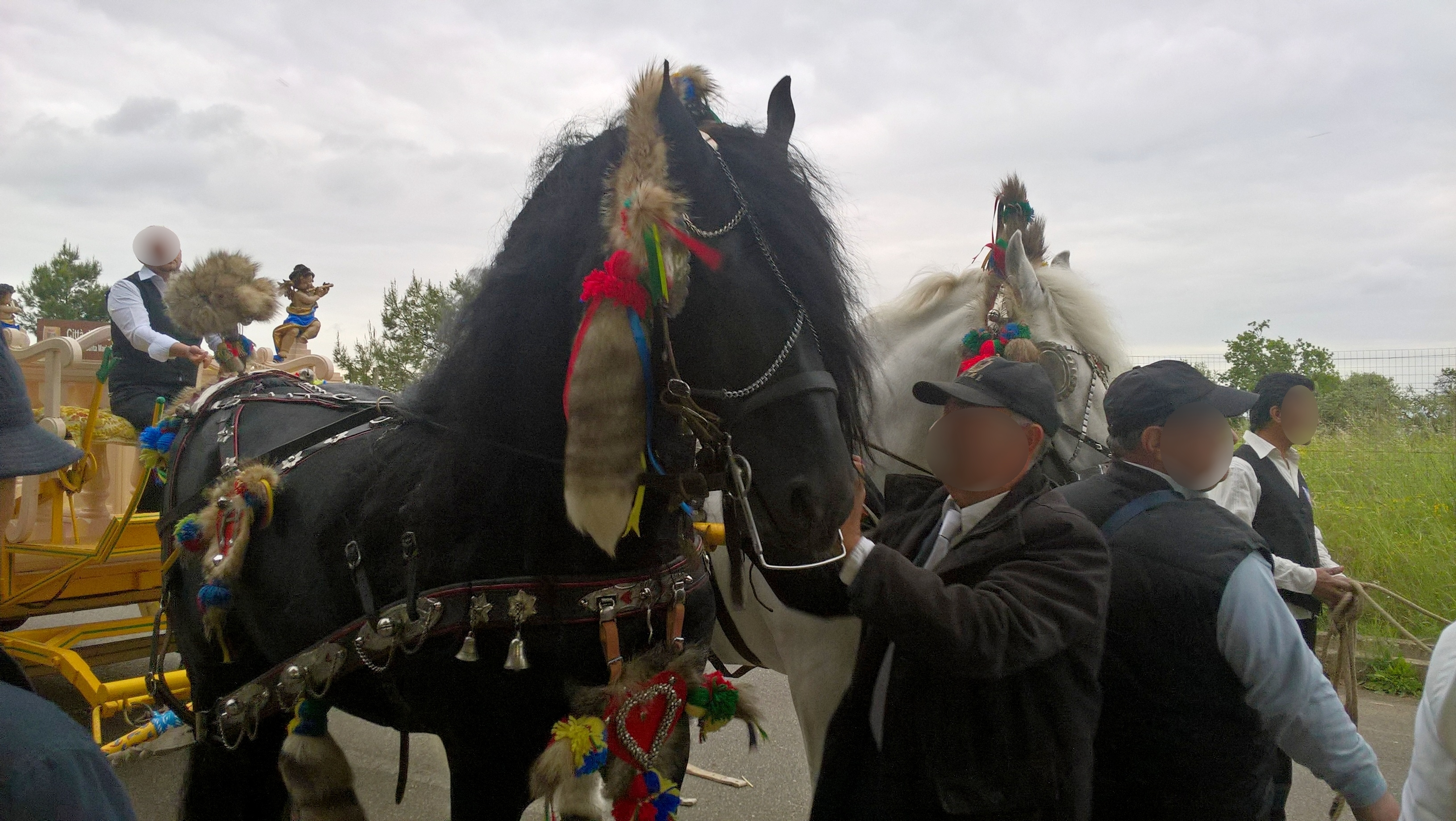
Die Pferde, die den Karren der Madonna Dattoli ziehen
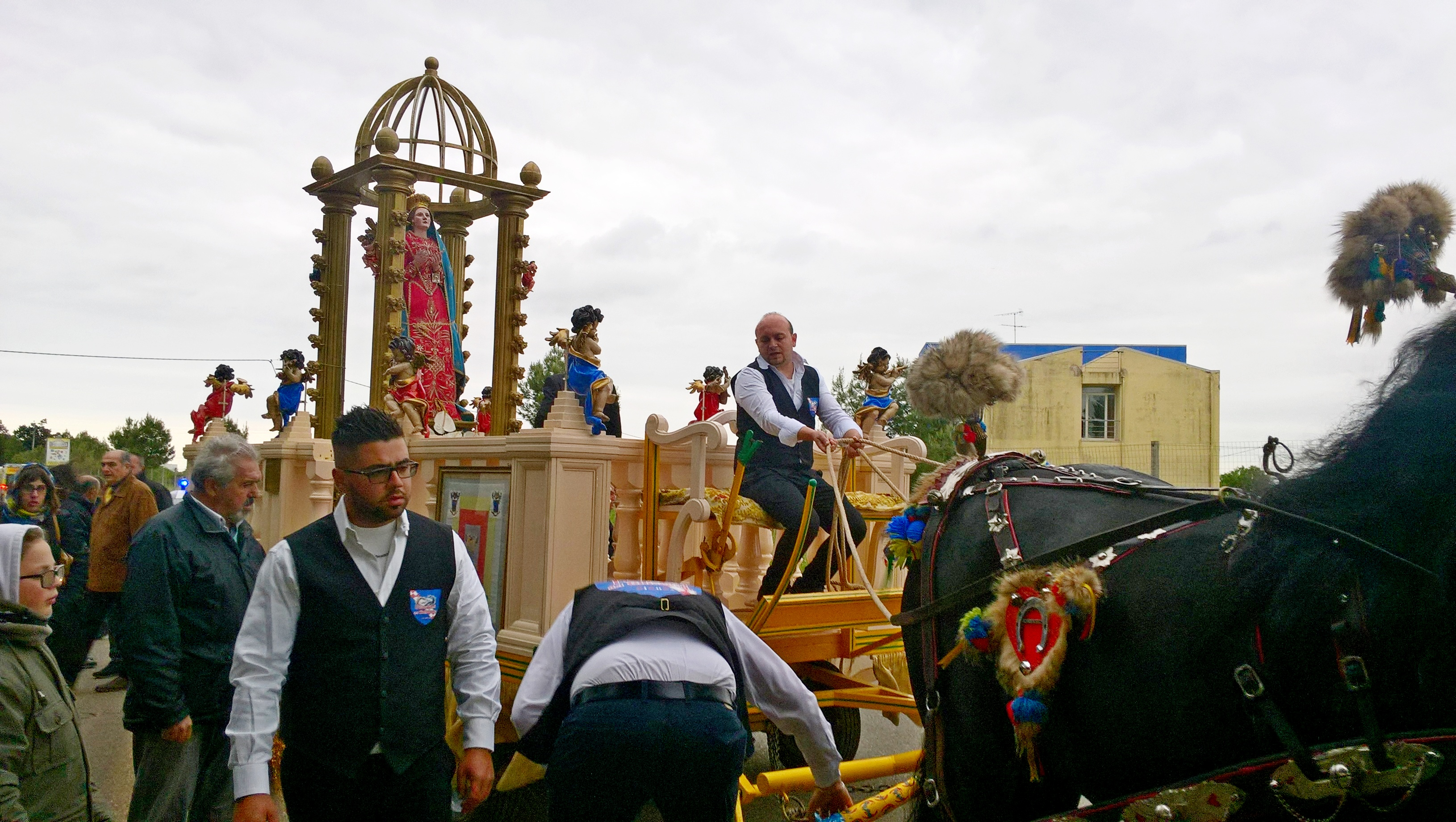
Der Wagen mit der Madonna Dattoli
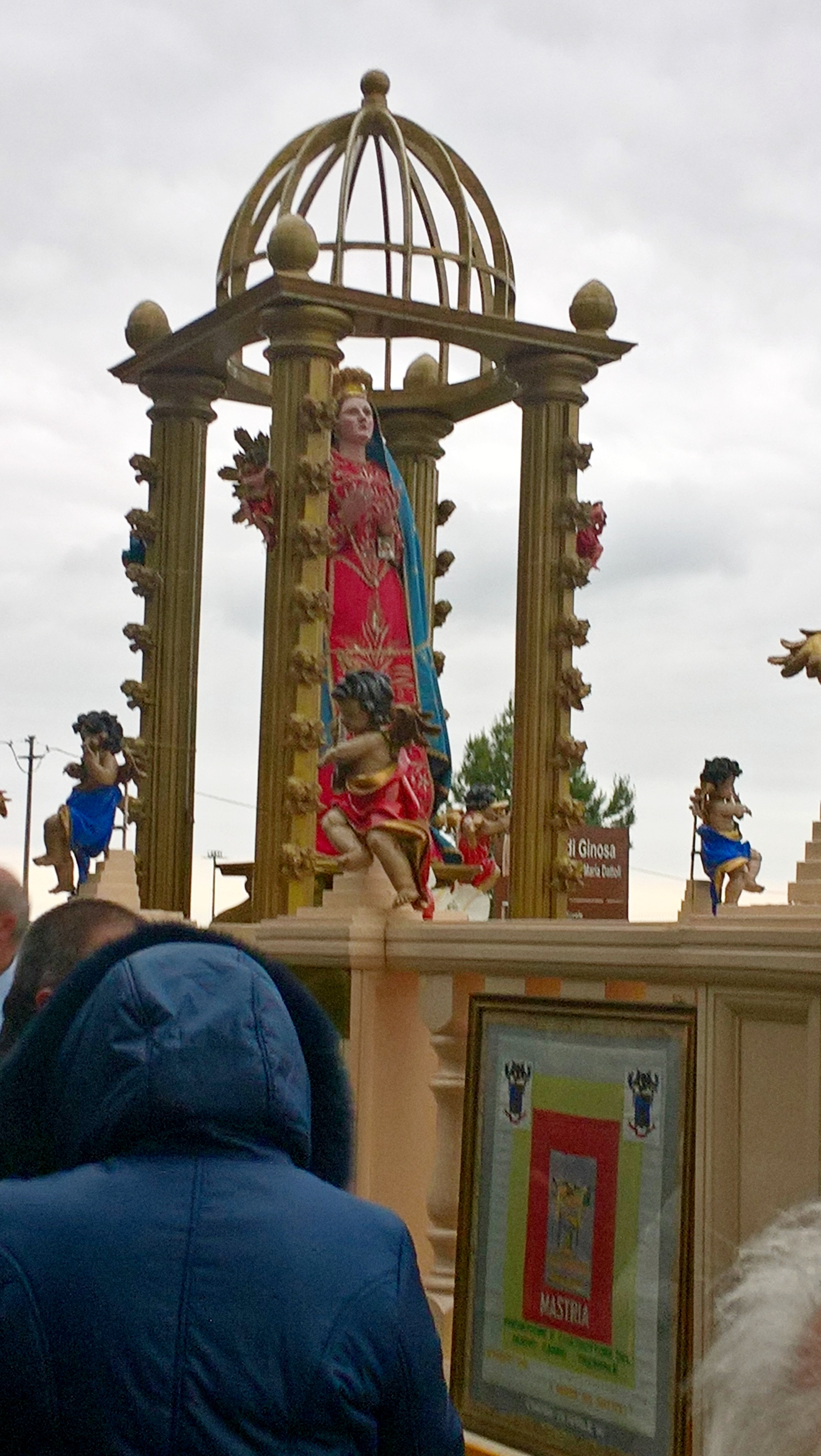
Die Madonna Dattoli
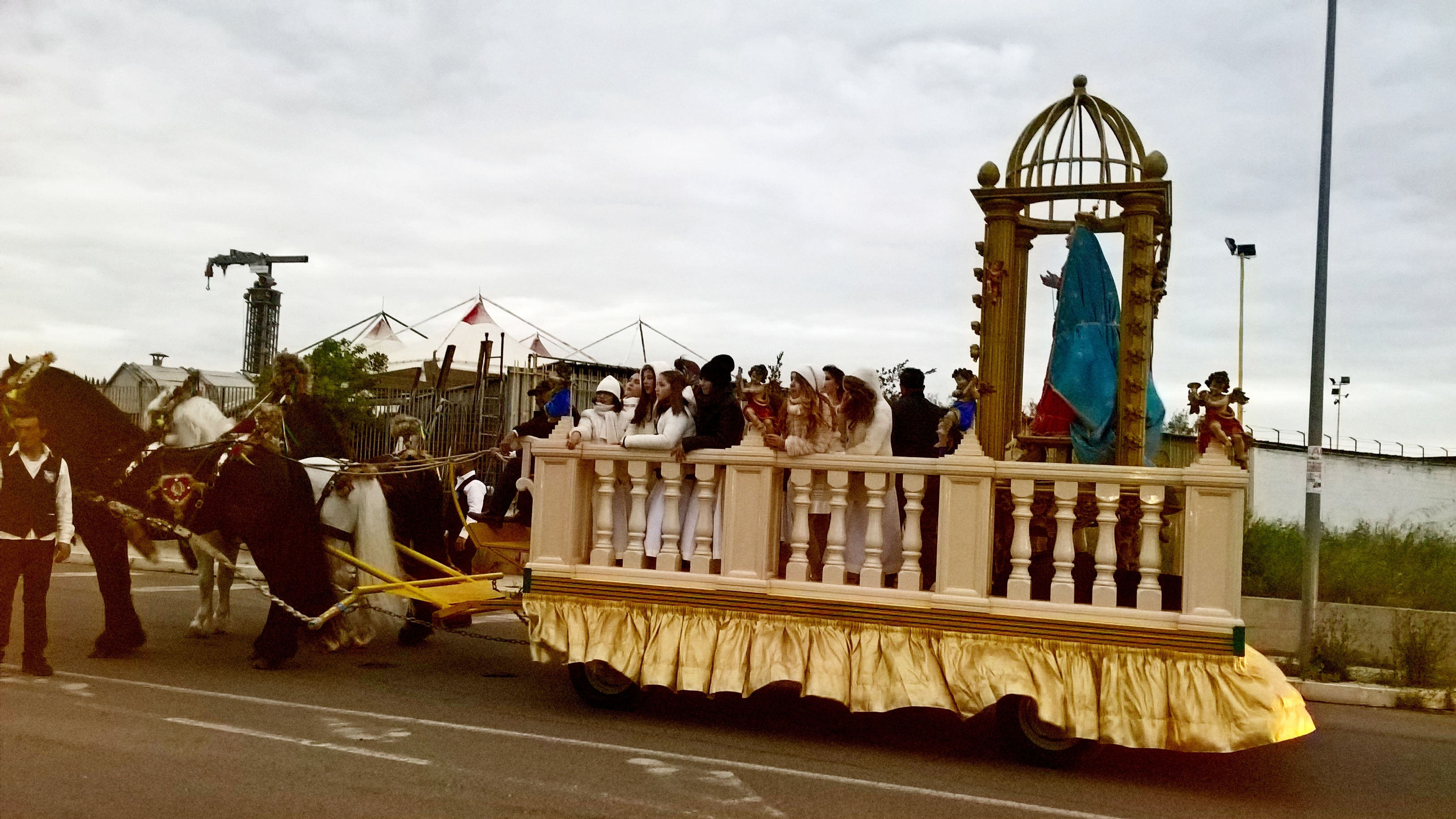
Der Wagen mit der Madonna Dattoli

## Bauwerke
- Wasserturm Ginosa